# Тыунн Мумм
Тыунн Мумм — камбоджийская революционерка, деятельница режима Красных Кхмеров, преподаватель.

## Биография
Тыунн Мумм родилась 18 декабря 1925 года в Пномпене. Впервые прибыла в Париж в 1946 году во время официального визита принца Нородома Сианука. Изучала математику в Лицее Людовика Великого, в 1948 году поступила в Политехнический институт. В 1952 году изучала инженерию и телекоммуникации.
Вернулась в Камбоджу после подписания Парижских соглашений в 1954 году. Пробовала начать политическую карьеру, но эти попытки не увенчались успехом. Вернулась во Францию в апреле 1955 года. В 1956—1957 годах работала на физико-математическом отделении Национального центра научных исследований в Париже. Оставалась там до 1970 года, когда в Камбодже под руководством генерала Лон Нола был совершен государственный переворот.
По приглашению Сианука в апреле 1970 года Тыунн Мумм прибыла в Пекин, где вместе с коммунистами свергнутый принц основал Национальный единый фронт Кампучии. По словам Мумм, она напрямую не участвовала в деятельности НЕФК, однако работала с окружением Сианука. Мумм оставалась в Пекине до победы Красных Кхмеров в 1975 году. В сентябре 1975 года Мумм на одном самолете с Сиануком вернулась на родину.
Впоследствии Мумм заявляла, что никогда не была ни сторонницей, ни членом компартии:
Я считала себя националисткой, борющейся за независимость своей страны. Я не была коммунисткой, но я пыталась понять, что такое коммунизм.
Мумм оставалась в Камбодже до ноября 1979 года. В течение месяца пребывала в лагере беженцев на границе с Таиландом. В это время Мумм стала опасаться за свою жизнь, беженцы сообщили ей, что вьетнамские спецслужбы якобы готовят на неё покушение. В период в 1979 по 1982 год Мумм проживала в Таиланде, участвовала в работе правительства Демократической Кампучии в изгнании (председателем которого был Кхиеу Сампхан), возглавляла научно-техническую комиссию. В конце 1982 года по визе ЮНЕСКО Мумм смогла вернуться во Францию, где воссоединилась с семьей.

## Личная жизнь
Муж — Моник Мишель. В браке имела двоих детей.